# Carlos Robalino
Carlos Robalino Gutiérrez (Lima, 27 de enero de 1991) es un futbolista peruano. Juega de defensa central y su equipo actual es Juniors de América  de la Copa Perú. Tiene 34 años.

## Clubes
| Club                    | País | Año       |
| ----------------------- | ---- | --------- |
| América Cochahuayco     | Perú | 2008-2009 |
| Universitario           | Perú | 2010      |
| América Cochahuayco     | Perú | 2010      |
| Alianza Unicachi        | Perú | 2011      |
| Pacífico FC             | Perú | 2013-2014 |
| Ayacucho FC             | Perú | 2015      |
| Deportivo Coopsol       | Perú | 2016      |
| Maristas Huacho         | Perú | 2019      |
| Juventud Comas          | Perú | 2022      |
| José Olaya de Chambara  | Perú | 2023      |
| Juventud Cruz de Chonta | Perú | 2024      |
| José Olaya de Chambara  | Perú | 2024      |
| Juniors de América      | Perú | 2025 -    |